# Kościół Boży w Chrystusie (Stany Zjednoczone)
Kościół Boży w Chrystusie  (ang. Church of God in Christ, COGIC) – chrześcijańska denominacja zielonoświątkowa, wywodząca się z ruchu świętości. Jest największym kościołem zielonoświątkowym i piątym kościołem chrześcijańskim w USA.
Kościół Boży w Chrystusie powstał w 1907 roku, gdy został założony przez grupę wykluczonych baptystów.
Siedziba Kościoła znajduje się w Memphis (Tennessee). Członkowie kościoła są głównie afroamerykańskiego pochodzenia. Liczba wyznawców wzrosła z 3 mln w 1973 r. do szacowanych 5,2 mln w 1997 r.. Kościół ma zgromadzenia w 112 krajach, na całym świecie. Globalną liczbę wyznawców szacuje się od 6 do 8 mln i liczbę zborów od 12 tys. do ponad 15 tys.. 
Kościół szczególnie podkreśla w swojej wierze chrzest Duchem Świętym i dziedzictwo uświęcenia, nauczając przyzwoitości w ubiorze, wyglądzie i ograniczania się w świeckiej rozrywce, a także zakazuje wulgaryzmów, alkoholu, nadużywania substancji i niemoralnego zachowania. Duchowni COGIC mogą zawierać związki małżeńskie. Ponowne zawieranie małżeństw jest mocno odradzane, z wyjątkiem przypadku śmierci współmałżonka. Rozwód jest uważany za niezgodny z naukami biblijnymi i również odradzany. COGIC uważa, że każdy związek seksualny poza świętością małżeństwa jest sprzeczny z suwerenną wolą Boga. Duchowni COGIC oficjalnie nie sankcjonują ani nie uznają związków osób tej samej płci. COGIC utrzymuje swoje oficjalne stanowisko przeciwko legalizacji małżeństw osób tej samej płci i homoseksualizmu.
Nie mylić z polskim Kościołem Bożym w Chrystusie.